# Гунарс Цилінскіс
Гунарс Цилінскіс, повне ім'я Цилінскіс Гунарс Алфредас, латис. Gunārs Cilinskis (*23 травня 1931, Огре — †25 липня 1992) — радянський і латвійський актор. Народний артист СРСР (1979). Лауреат Державної премії СРСР (1968).
Народився 23 травня 1931 р. Помер 1992 р. Закінчив Латиську консерваторію (1955).

## Фільмографія
Знімався у фільмах:
- «Армія «Плиски»» (1964),
- «Капітан Нуль» (1964),
- «Тобаго» змінює курс" (1965),
- «Ноктюрн» (1966),
- «Годинник капітана Енріко» (1967),
- «Сильні духом» (1967),
- «Часи землемірів» (1968, Каспар)
- «Армія «Плиски» знову в бою» (1968, Платайс-Загурський)
- «Промені в склі» (1969, Валтерс Апс)
- «Соняшники» (І girasoli, 1970),
- «Шах королеві діамантів» (1973, капітан Соколовський)
- «Наперекір долі» (1975, Олав)
- «Під перекинутим місяцем» (1976, Арвід Гіріс)
- «Подарунки по телефону» (1977, Полковник)
- «Театр» (т/ф),
- «Чоловічі ігри на свіжому повітрі» (1978, Леонід Янович)
- «За скляними дверима» (1979, Лієпіньш)
- «Блюз під дощем» (1982, колишній чоловік завідувачки магазину)
- «Перевертень Том» (1983, Том)
- «В зарослу канаву легко падати» (1986, Дзелскалейс)
- «Вікторія» (1988)
- «Спадкоємиця «Перевертнів»» (1990, господар хутора)
- та в українській кінокартині «Сильніший за ураган» (1960, Буш).